# Вільяфранка-де-лос-Баррос
Вільяфранка-де-лос-Баррос (ісп. Villafranca de los Barros) — муніципалітет в Іспанії, у складі автономної спільноти Естремадура, у провінції Бадахос. Населення — 13 266 осіб (2010).
Муніципалітет розташований на відстані близько 310 км на південний захід від Мадрида, 65 км на південний схід від Бадахоса.

## Демографія
Динаміка населення (INE ):